# 葉克勇
葉克勇（Peter Yip），為中華網軟件集團有限公司CDC Corporation (Nasdaq: CHINA) 的創辦人及行政總裁。
早年畢業於喇沙書院，受已故的朱敬文博士資助保送到美國賓夕法尼亞大學留學，故於2007年捐助港幣一億元予香港中文大學成立敬文書院。

## 家庭狀況
葉克勇已婚，其妻為朱明雅，有兩子三女，分別是葉仁浩、葉仁慧、葉仁怡、葉仁生、葉仁晉。

## 馬主生涯
葉克勇、朱明雅、葉仁浩、葉仁慧、葉仁怡、葉仁生、葉仁晉一家七口為香港賽馬會會員，自2000-2001馬季開始馬主生涯，名下馬匹大部分均以「妙星」兩字命名，包括「星威王」、「美妙星」（AMAZING, CB331）、「奇妙星」（AMAZING STAR）、「真妙星」（AMAZING ONE）、「妙妙星」、「雙妙星」、「翠妙星」、「新妙星」、「常妙星」、「策妙星」、「韻妙星」、「好妙星」、「天妙星」、「光妙星」、「確叻星」、「確叻準」、「美妙星」（AMAZING, DA202）、「真妙星」（AMAZING CHOCOLATE）、「必妙星」、「奇妙星」（AMAZING KIWI）、「確妙星」（原名「稀世寶」）、「威妙星」、「喜妙星」、「精妙星」、「奔妙星」、「凝妙星」，而他們更是香港育馬會團體、香港創新聯盟團體成員，名下馬包括「育馬精神」、「丹山路」、「育馬威王」、「育馬妙星」、「育馬新星」、「育馬之星」、「創新妙星」。

## 外部連結
- 香港中文大學校董會決定成立兩所新書院——敬文書院及伍宜孫書院 （页面存档备份，存于）